# 西江大學站
西江大學站（：／ Seogangdae yeok */?）是京義·中央線沿線的一座地下車站，位於韓國首爾特別市麻浦區老姑山洞，開通時的站名是西江站（서강역）。1929年開通時站體位於地面，後來隨着首都圈电铁京义线複線電氣化工程，自此改為地下車站。

## 車站構造
站體為2面2線側式月台的地下車站，候車月台設有月台幕門，並有出口2處。

### 月台配置
| ↑ 孔德     |
| ２ \| １   |
| 弘益大學 ↓ |

| 月台 | 路線                   | 目的地                             |
| ---- | ---------------------- | ---------------------------------- |
| 1    | ●首都圈電鐵京義·中央線 | 大谷、一山、金村、文山方向         |
| 2    | ●首都圈電鐵京義·中央線 | 龍山、清涼里、九里、德沼、龍門方向 |

## 歷史
- 1929年12月1日：西江站（서강역）落成啟用。
- 1975年8月15日：停止客運服務。
- 1980年3月1日：唐人里線廢線。
- 2005年5月2日：龍山線軌道拆除，開始地下化工程並暫停營業。
- 2012年12月15日：新站啟用。
- 2014年3月17日：站名更改為西江大學站。[1]

## 車站周邊
- 西江大學
- 光成高校
- 光成中學
- 首爾麻浦消防署
- 新村延世醫院

## 圖片

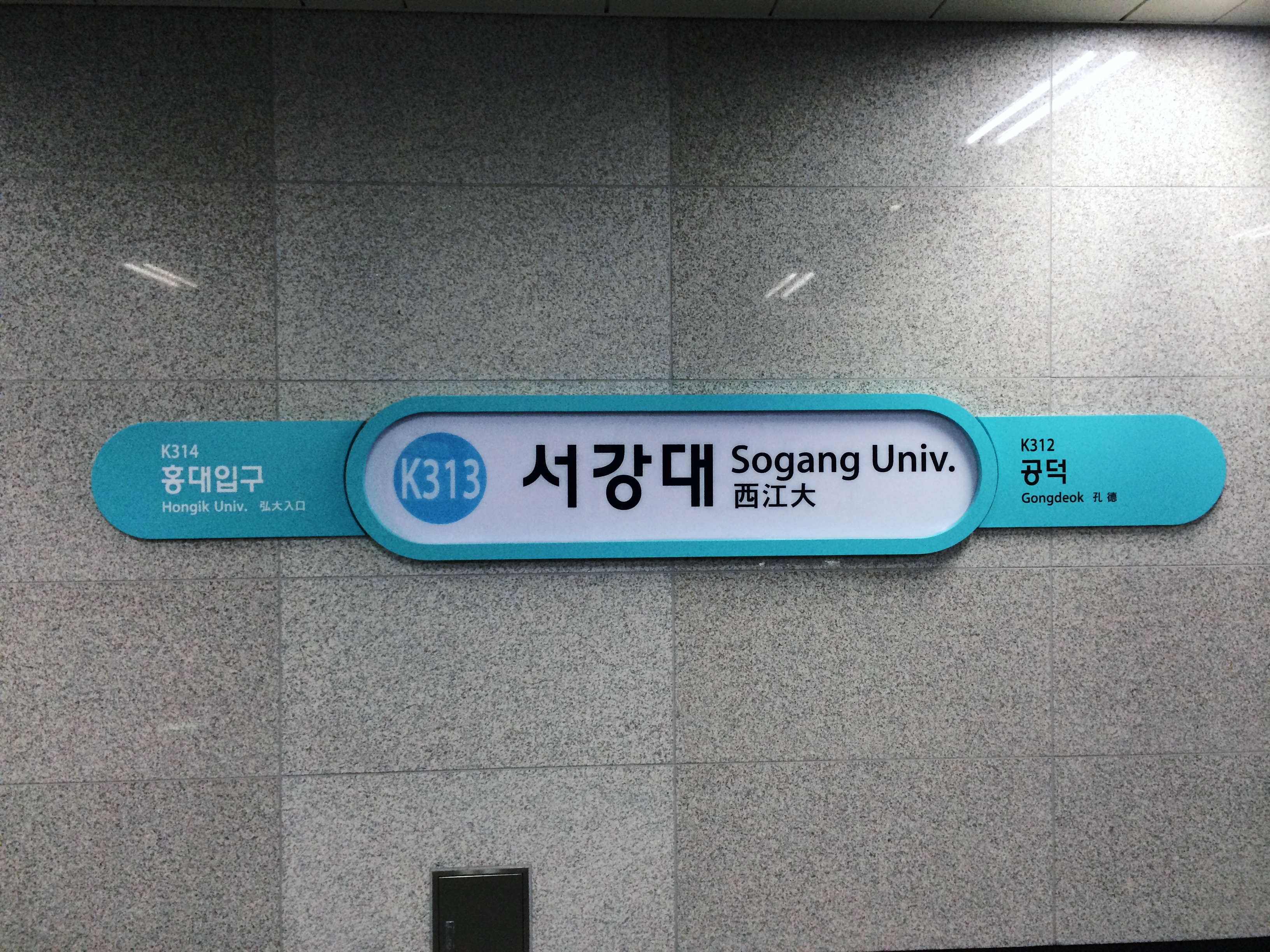
站名牌
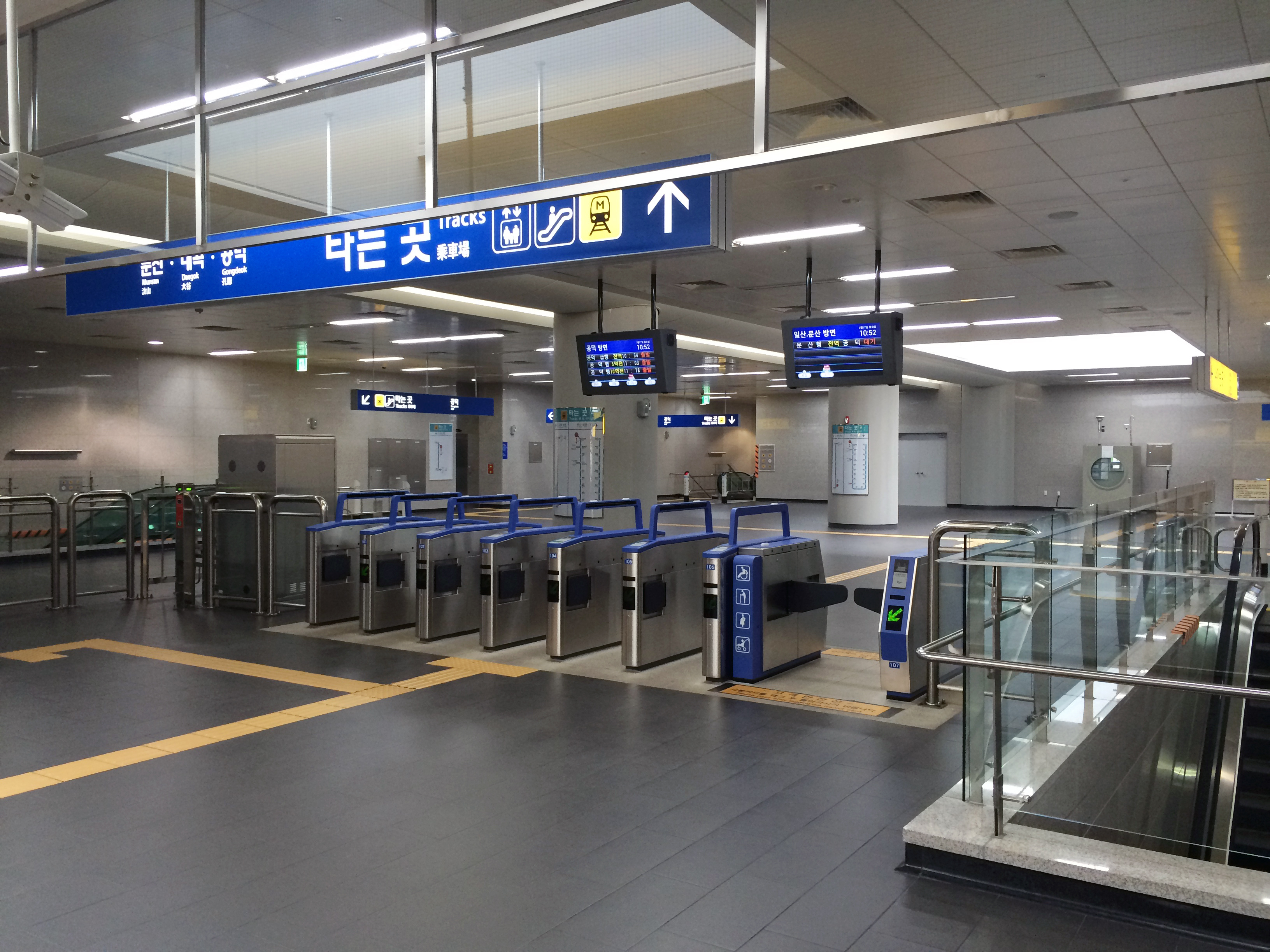
剪票閘口
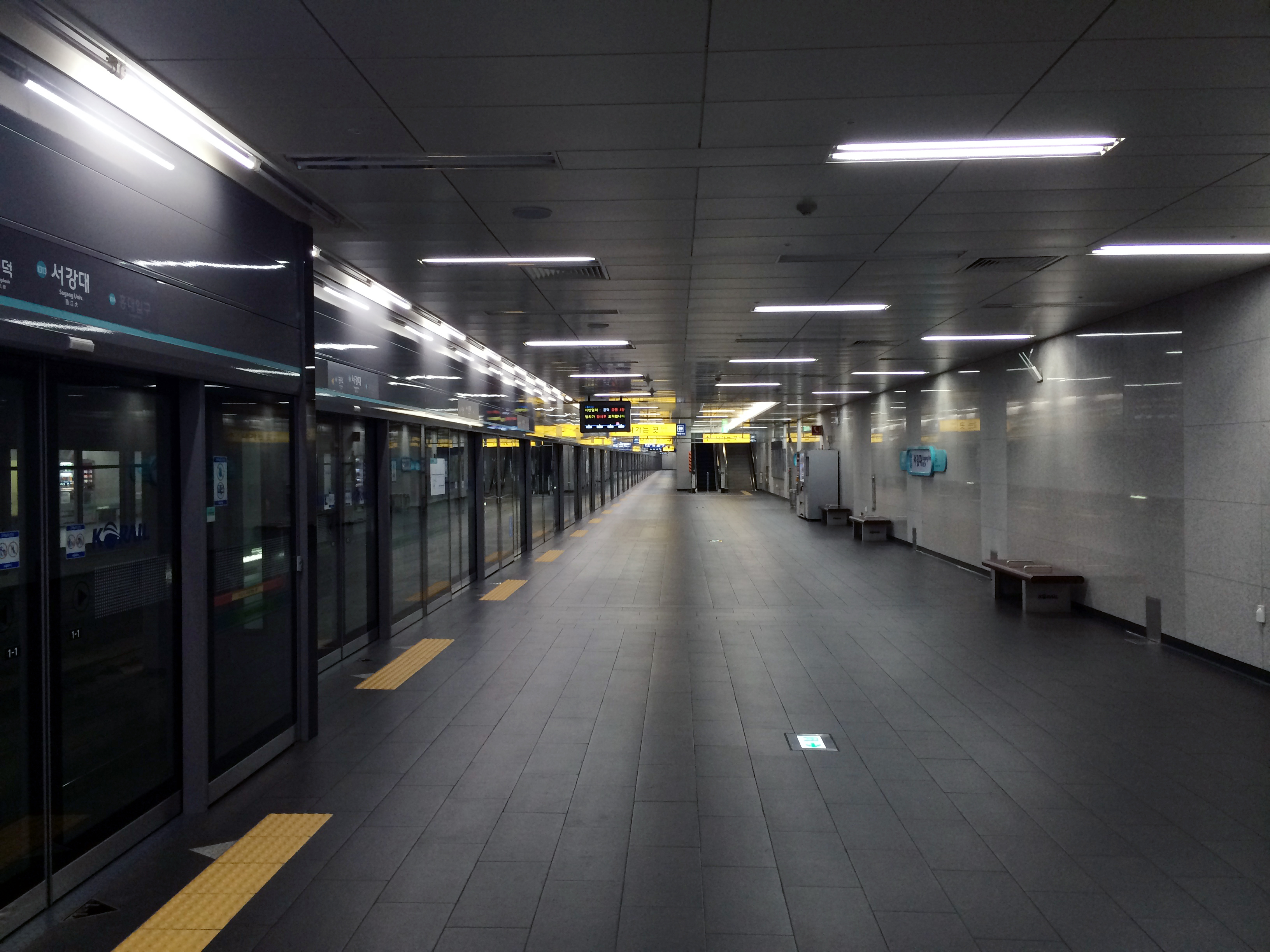
候車月台
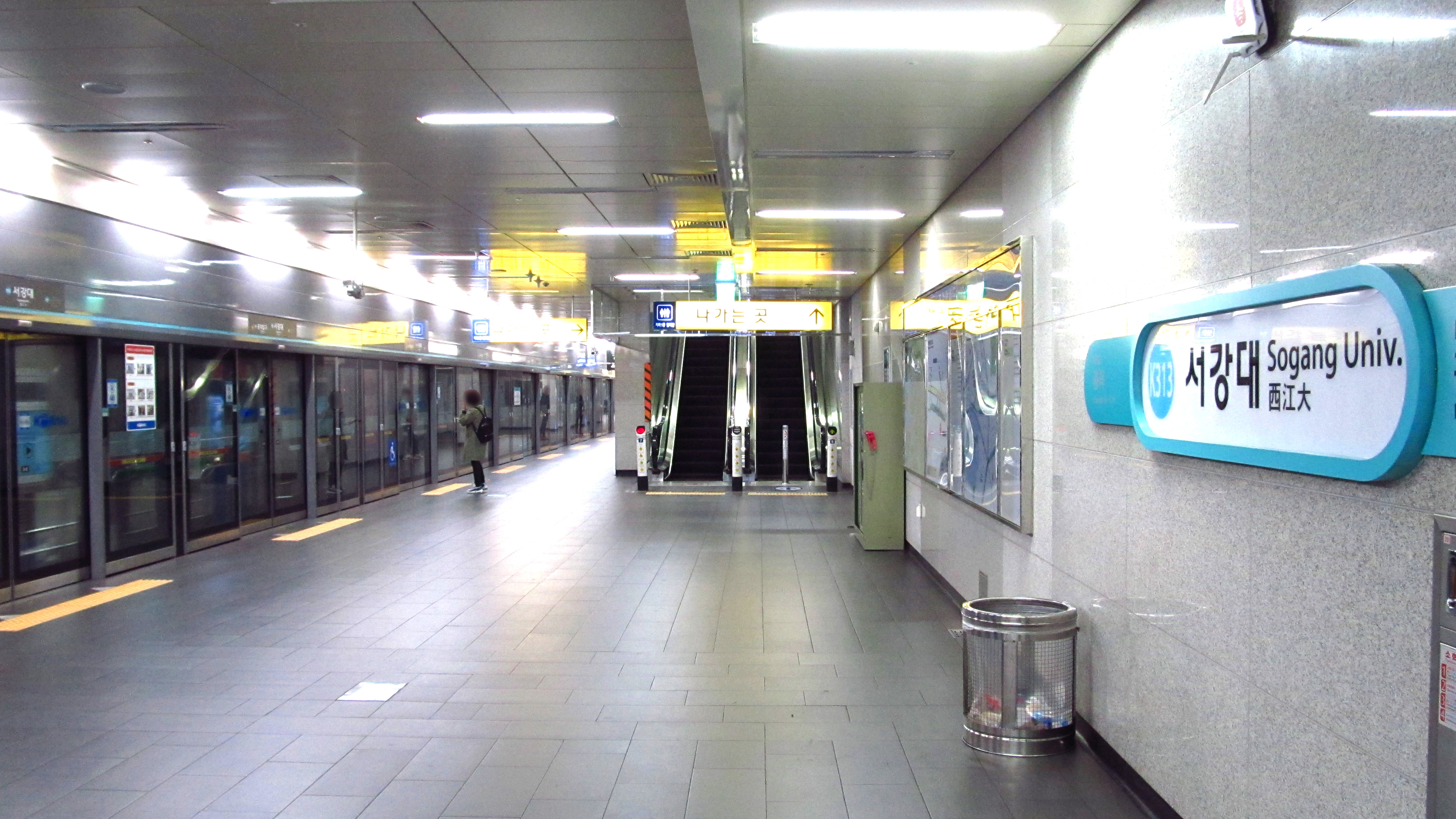
候車月台
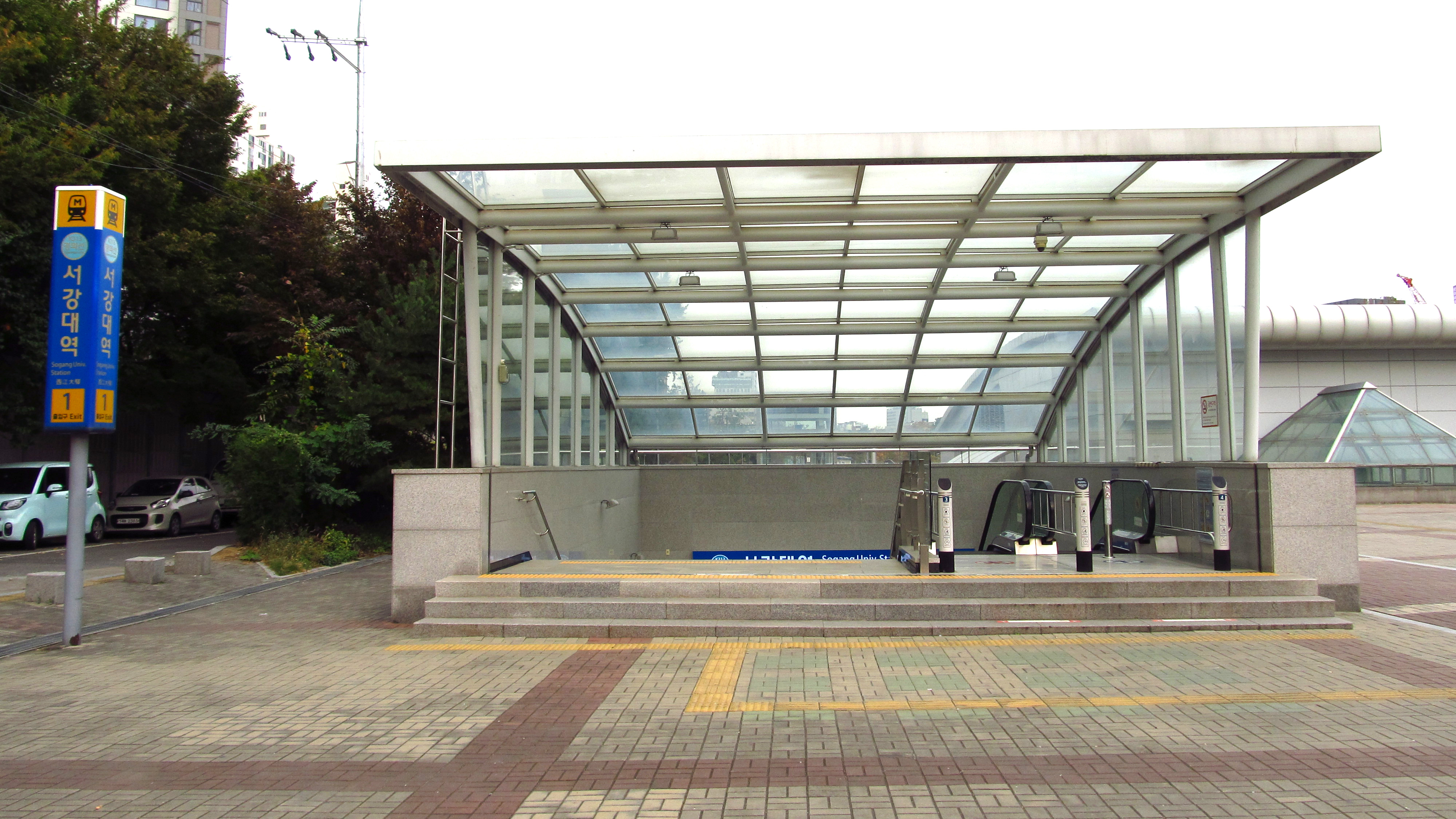
1號出口
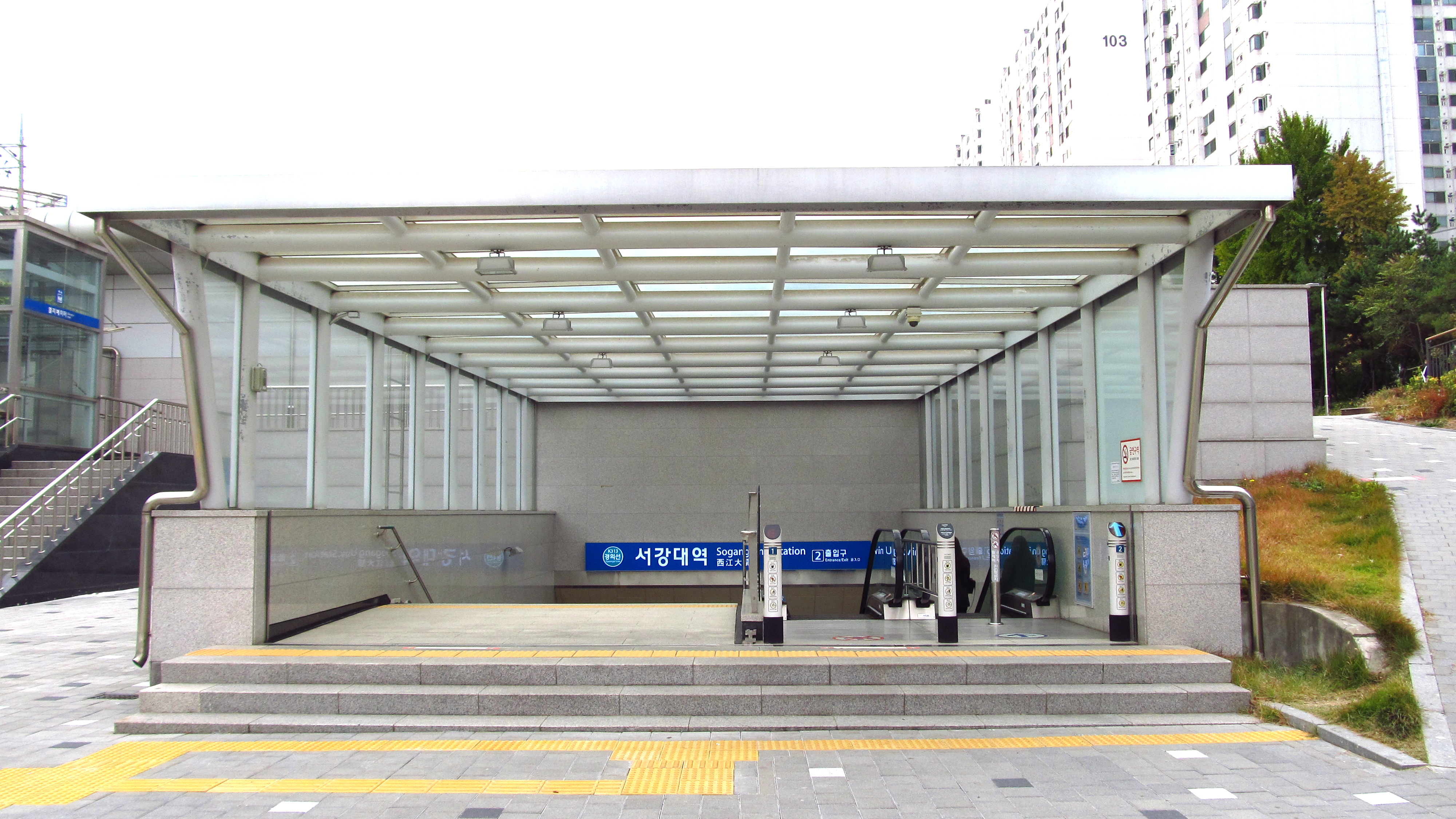
2號出口
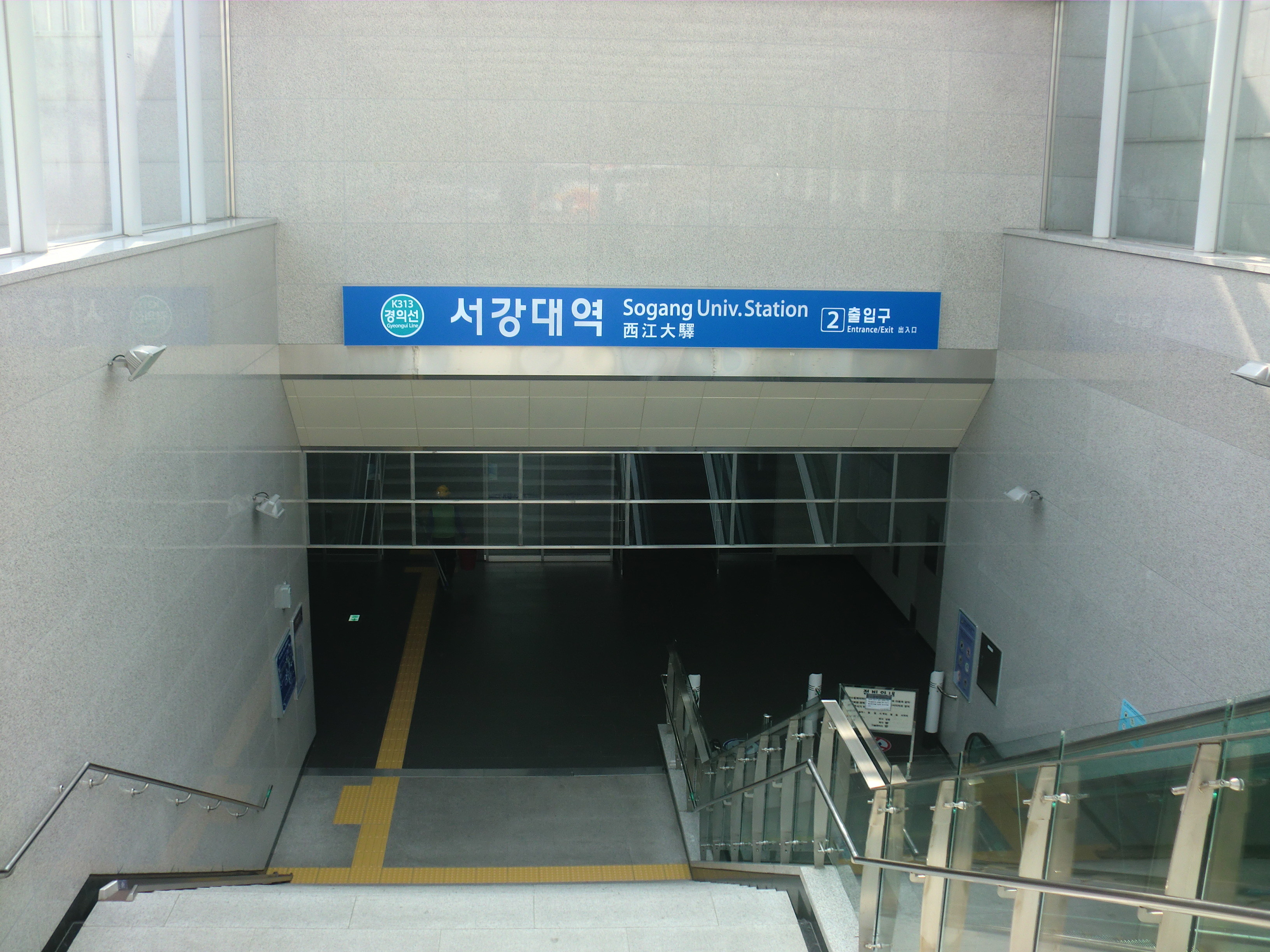
2號出口

## 相鄰車站
韓國鐵道公社
●首都圈電鐵京義·中央線
中央線緩行
弘益大學（K314）－西江大學（K313）－孔德（K312）